# Etnografski muzej Zagreb
Etnografski muzej Zagreb je specijalistički etnografski muzej. Osnovan je 1919. godine na poticaj Salamona Bergera, trgovca tekstilom i tvorničara, podrijetlom iz Slovačke, koji je Muzeju ostavio jednu od prvih i najvećih zbirki narodnih nošnji i tekstila. Muzej danas posjeduje oko 80 tisuća predmeta. Obuhvaćena je uglavnom etnografska baština Hrvatske, predstavljena u dvije glavne teme: Narodne nošnje Hrvatske i odabrani predmeti narodne umjetnosti i rukotvorstva, te Osnovne grane gospodarstva i narodnog rukotvorstva.
Muzej je smješten u secesijskoj zgradi nekadašnjeg Obrtnog doma iz 1903. godine na zagrebačkom Mažuranićevom trgu. Od 1919. do 1933. godine znanstveni voditelj muzeja bio je prof. Vladimir Tkalčić, koji je u tom razdoblju objavio niz studija o umjetnosti hrvatskih seljaka, naročito o narodnim nošnjama Zagrebačke gore, te o hrvatskom čipkarstvu.

## Zbirke
- Odjel izvaneuropskih kultura
- Zbirka narodnih nošnji hrvatskog dijela Dinaridskog područja
- Zbirka narodnih nošnji jadranskog područja
- Zbirka narodnih nošnji panonskog područja
- Zbirka tradicijskog nakita
- Zbirke tekstilija
- Zbirka glazbala
- Zbirka lončarstva i košaraštva
- Zbirka malih ukrašenih predmeta od drveta i šaranih tikvica
- Zbirka predmeta kućnog inventara
- Zbirka tradicijskog gospodarstva
- Zbirka predmeta vezanih uz običaje i vjerovanja

## Galerija
- Kupola i skulptura kipara Rudolfa Valdeca na krovištu muzeja
- Zgrada muzeja, 2023.
- Pogled na muzej i Trg Ivana Mažuranića, 2025.

## Poveznice
- Popis muzeja u Hrvatskoj

## Vanjske poveznice
- Etnografski muzej Zagreb
- Etnografski muzej Hrvatska tehnička enciklopedija, portal hrvatske tehničke baštine. LZMK